# Lijst van treinen vernoemd naar een componist
Deze pagina geeft een overzicht van treinen die naar een componist vernoemd zijn.
De spoorwegen hebben vanaf het begin namen gegeven aan hun treinen. De eerste locomotieven hadden bijvoorbeeld namen als Rocket, Arend en Limmat. Toen het spoorwegnet verder groeide, werden ook langeafstandstreinen van namen voorzien, bijvoorbeeld de California Zephyr in de Verenigde Staten en de Oriënt-Express in Europa. Zowel de CIWL als de Mitropa hadden al voor de Tweede Wereldoorlog hun langeafstandstreinen van een naam voorzien.
Onder meer de volgende treinen zijn vernoemd naar beroemde componisten:
| Nr. (dec. 2009) | Naam                  | Vernoemd naar           | Traject                              |
| --------------- | --------------------- | ----------------------- | ------------------------------------ |
| EC 177          | Johannes Brahms       | Johannes Brahms         | Berlijn - Wenen                      |
| EC 178          | Johannes Brahms       | Johannes Brahms         | Berlijn - Wenen                      |
| EC 70/71        | Antonín Dvořák        | Antonín Dvořák          | Praag - Wenen                        |
| EC 62/63        | Kálmán Imre           | Emmerich Kálmán         | Boedapest - München                  |
| EC 121/128      | Cisalpino Monteverdi  | Claudio Monteverdi      | Genève - Venetië                     |
| EC 68/69        | Mozart                | Wolfgang Amadeus Mozart | München - Wenen                      |
| EC 82/83        | Paganini              | Niccolò Paganini        | Verona - München                     |
| EC 74/75        | Smetana               | Bedřich Smetana         | Praag - Wenen                        |
| EC 30/31        | Allegro Johann Strauß | Johann Strauss jr.      | Venetië - Wenen                      |
| EC 108/117      | Verdi                 | Giuseppe Verdi          | Milaan - Bazel                       |
| EC 378          | Carl Maria von Weber  | Carl Maria von Weber    | Wenen - Stralsund (- Ostseebad Binz) |
| EC 379          | Carl Maria von Weber  | Carl Maria von Weber    | (Ostseebad Binz -) Stralsund - Praag |